# Tremors
Tremors è un film del 1990 diretto da Ron Underwood.
È il primo film diretto dal regista e ha avuto vari seguiti, che hanno dato origine a una serie cinematografica.
Distribuito dalla Universal Pictures, Tremors è stato accolto positivamente dalla critica per il cast e l'umorismo.

## Trama
Nevada. Alcune strane e gigantesche creature sotterranee, simili a enormi vermi, scorrazzano per il deserto mietendo vittime tra il bestiame. Nel frattempo i due tuttofare, Valentine "Val" McKee ed Earl Bassett, valutano seriamente la possibilità di lasciare l'isolata "cittadina" di Perfection Valley (14 abitanti appena), in cui vivono, in cerca di fortuna verso la più grande Bixby.
Pronti per partire, Val ed Earl si imbattono nelle prime vittime delle creature: Edgard (morto di sete aggrappato a un traliccio), il vecchio contadino Fred e il suo intero gregge di pecore. I due rientrano così a Perfection per avvisare gli altri cittadini di questi gravi fatti. Nel frattempo, vengono eliminati anche due operai impegnati nel rifacimento dell'unica strada asfaltata che collega Perfection a Bixby, che diviene impraticabile a causa di una frana provocata durante l'aggressione a danno dei due uomini.
Nel tentativo di raggiungere Bixby a cavallo, Val ed Earl dapprima scoprono che anche il medico del paese e sua moglie sono morti e, in un secondo momento, scorgono finalmente uno dei mostri sotterranei, che muore schiantandosi contro la parete in cemento armato di un canale di scolo nel tentativo di ucciderli, non prima di aver divorato i cavalli. I due si imbattono nella geologa Rhonda LeBeck, che ritiene che le creature siano degli esseri preistorici antecedenti a qualsiasi fossile di cui si abbia notizia, e che ce ne siano addirittura altri tre ancora in vita, dato che i vari sismografi disseminati nel deserto li hanno percepiti in contemporanea in tre diversi posti. Scampato non senza difficoltà all'assedio di una delle creature, il trio rientra a Perfection e, assieme al proprietario dell'emporio, il cinese Walter Chang (che chiama i vermi "Agguantatori", poi ribattezzati "Graboid" nel film successivo), si riunisce con tutti gli altri cittadini rimasti: Nancy, la figlia Mindy, gli amici Nestor e Miguel, il ragazzo burlone Melvin e i coniugi Gummer, appassionati di armi, che abitano in una casa-bunker isolata fuori dal paese.
Il gruppo, terrorizzato, discute su come affrontare l'insolito nemico. L'aiuto di Rhonda è fondamentale, dato che spiega loro che i mostri - completamente ciechi - sono attirati anche dalle più deboli vibrazioni del suolo. Quando, poco dopo, Melvin viene aggredito, tutti si nascondono dove possono: Earl, Val, Chang, Rhonda e Miguel all'emporio, Nestor sulla sua roulotte, Melvin in una baracca e Nancy nella sua casa. La piccola Mindy, però, è in strada a giocare e, ascoltando il walkman, non si accorge del pericolo incombente. Val, Rhonda e la madre corrono quindi a salvarla. All'arrivo dei mostri, Nancy e Mindy rientrano velocemente nella loro casa, mentre Val e Rhonda cercano di tornare all'emporio, ma Rhonda rimane incastrata in un filo spinato e Val riesce a salvarla per un pelo. Una volta all'emporio, una delle temibili creature sfonda il pavimento, attratta dal rumore del congelatore difettoso di Chang, il quale viene afferrato e divorato vivo. I superstiti cercano rifugio sul tetto: Val, Earl e Miguel riescono a raggiungerlo, Rhonda sale sul serbatoio d'acqua, mentre gli altri si rifugiano sui tetti delle proprie case, in quanto i mostri non possono arrampicarsi.
Poco dopo, Val ed Earl contattano via radio Burt Gummer per avvertirlo che uno dei mostri si sta dirigendo verso la sua casa. Lui e sua moglie, armati fino ai denti, uccidono una delle creature con proiettili pesanti e si rifugiano sul tetto, dove però scoprono che, finché sono sotto terra, non possono colpire i mostri. 
Le due creature rimaste cominciano a demolire le fondamenta delle case e Nestor, rifugiatosi su un'instabile roulotte, viene agguantato e divorato. Miguel riesce a distrarre i mostri con l'ausilio di un trattore da giardino, permettendo così a Val di raggiungere un pesante bulldozer, utilizzato per trasportare tutti i superstiti e raggiungere i Gummer, che nel frattempo hanno fabbricato esplosivi. Decisi a raggiungere le montagne dove saranno al sicuro (essendo esse fatte di granito, materiale che le creature non possono attraversare) a bordo di un mezzo estremamente pesante, i nostri proseguono verso la loro destinazione, ma cadono in un'enorme buca scavata dalle creature. I fuggitivi sono perciò costretti a cercare rifugio su una roccia.
La tensione è alta tra i sopravvissuti che credono di essere ormai spacciati, tanto che Val ha una violenta discussione con Burt, che avrebbe voluto rimanere sul tetto della sua casa. Burt decide di sacrificarsi e farsi saltare in aria con uno dei mostri, dando a Earl l'idea di lanciare la dinamite come esca mortale ai mostri, stratagemma che ha successo con uno di essi. L'ultimo mostro rimasto, invece, non si fa ingannare. Val ha quindi un'idea: farsi seguire dal mostro. Lui, Earl e Rhonda corrono quindi fino all'altezza di un dirupo, ma è il solo Val a rischiare il tutto e per tutto per la riuscita del piano, spostandosi all'ultimo istante prima di cadere nel vuoto, sorte che toccherà alla creatura, che morirà impattando al suolo, dopo aver ricevuto la spinta dall'ultimo candelotto di dinamite. 
Tutti ritornano a Perfection e Val decide di dichiararsi a Rhonda, baciandola. La cittadina torna quindi alla tranquillità nella quale aveva sempre vissuto.

## Produzione
L'idea del film fu concepita originariamente nei primi anni '80, quando gli sceneggiatori Steven Seth Wilson e Brent Maddock lavoravano per la United States Navy come cineasti incaricati di fare video sulla sicurezza dell'istruzione. Durante le riprese, i due si arrampicarono su un grande masso nel deserto e si chiesero: "E se ci fosse qualcosa che non ci lasciasse fuggire da questa roccia ?", concependo così un'idea soprannominata "Squali terrestri". Condivisero l'idea con l'amico Ron Underwood, all'epoca regista di documentari per il National Geographic, e usarono la conoscenza della zoologia di quest'ultimo per sviluppare meglio gli "squali terrestri" in creature che potrebbero realisticamente esistere. Dopo che Corto circuito, di cui scrissero la sceneggiatura, divenne un successo al botteghino, Wilson e Maddock iniziarono rapidamente a sviluppare l'idea di Tremors. La sceneggiatura originale, intitolata Beneath Perfection, venne terminata nel giugno 1988.

### Riprese
Le riprese del film cominciarono all'inizio del 1989 e durarono 50 giorni. Le riprese principali si sono svolte in California, intorno a Lone Pine e Darwin. In particolare, Darwin fu scelta dalla troupe come fonte di ispirazione per la città immaginaria di Perfection. La città è stata costruita nei pressi di Olancha. Le montagne in lontananza sono la catena montuosa Sierra Nevada e il fiume Owens è visibile durante la climax del film.

### Effetti speciali
Gli Agguantatori, le creature di Tremors, sono stati progettati dalla Amalgamated Dynamics.

## Accoglienza

### Botteghino
Tremors è stato distribuito il 19 gennaio 1990 in 1 457 sale. Ha incassato 3731520 $ nel suo weekend di apertura. Rimase tra i 10 film più visti nei cinema per quattro settimane. Tremors, con un budget di 10 milioni di dollari, ha finito per incassare 16667084 $ sul mercato americano, rivelatosi un successo finanziario anche se al di sotto dei numeri previsti.

### Critica
Tremors ha su Rotten Tomatoes un 88% di approvazione, in base a 51 recensioni e con un 7,50/10 come punteggio medio, con il consenso: "Un affettuoso ritorno alle caratteristiche delle creature degli anni '50, Tremors rinvigorisce i suoi tropi di genere con una combinazione finemente bilanciata di horror e umorismo." James Berardinelli ha elogiato il film, scrivendo che "l'orrore e le commedie spesso vanno troppo lontano da una parte o dall'altra di quella linea sottile; Tremors la percorre come una corda tesa". Roger Ebert ha dato al film 3,5 su 4 e ha scritto "È noto da tempo che ci piacerà di più un film se ci piacciono i suoi personaggi. I film horror e di mostri sembrano ignari di questo fatto, ma Tremors è finalmente l'unico a rompere gli schemi". Ty Burr ha dato al film un B+, aggiungendo che "Tremors è improvvisato, intenzionalmente discreto... La maggior parte dei suoi errori può essere trascurata e perdonata, cosa rara per il suo genere".
Secondo TV Guide, "Tremors è molto ben scelto, con Fred Ward e Kevin Bacon che ci dimostra commedie affettuose e divertenti... Gli effetti speciali sono di prim'ordine... Potrebbe non essere in cima alla lista dei 10 migliori di nessuno, ma Tremors è comunque un intrattenimento valido."

## Riconoscimenti
- 1991 - Saturn Award
  - Nomination Miglior film di fantascienza
  - Nomination Miglior attrice non protagonista a Finn Carter
  - Nomination Miglior attrice non protagonista a Reba McEntire
  - Nomination Migliori effetti speciali a Tom Woodruff Jr. e Alec Gillis
- 1991 - Young Artist Award
  - Nomination Miglior giovane attrice non protagonista in un film a Ariana Richards

## Sequel
Il film ha avuto sei sequel e una serie TV:
- Tremors 2: Aftershocks (1996)
- Tremors 3 - Ritorno a Perfection (2001)
- Tremors - La serie - serie televisiva (2003)
- Tremors 4 - Agli inizi della leggenda (2004)
- Tremors 5: Bloodlines (2015)
- Tremors: A Cold Day in Hell (2018)
- Tremors: Shrieker Island (2020)